# Шампиньёль (Арденны)
Шампиньёль (фр. Champigneulle) — коммуна во Франции, находится в в департаменте Арденны региона Шампань — Арденны. Входит в состав кантона Гранпре. Округ коммуны — Вузье.
Код INSEE коммуны — 08098.
Коммуна расположена приблизительно в 200 км к востоку от Парижа, в 60 км северо-восточнее Шалон-ан-Шампани, в 50 км к югу от Шарлевиль-Мезьера.

## Население
Население коммуны на 2008 год составляло 68 человек.
| 1962 | 1968 | 1975 | 1982 | 1990 | 1999 | 2008 |
| ---- | ---- | ---- | ---- | ---- | ---- | ---- |
| 115  | 115  | 91   | 77   | 67   | 64   | 68   |

## Экономика
В 2007 году среди 42 человек в трудоспособном возрасте (15—64 лет) 24 были экономически активными, 18 — неактивными (показатель активности — 57,1 %, в 1999 году было 69,0 %). Из 24 активных работали 20 человек (10 мужчин и 10 женщин), безработными были 4 женщины. Среди 18 неактивных 5 человек были учениками или студентами, 10 — пенсионерами, 3 были неактивными по другим причинам.